# 10 cm Gebirgshaubitze M. 8
Il 10 cm Gebirgshaubitze M. 8 era un obice da montagna austro-ungarico, impiegato durante la prima guerra mondiale.

## Storia
Come tutti gli eserciti europei, anche quello austro-ungarico entrò nella Grande Guerra con un parco di artiglieria per la maggior parte obsoleto. Quest'arma fu il primo pezzo di artiglieria austro-ungarico munito di un freno di sparo idropneumatico ed andò a sostituire il 10 cm Gebirgshaubitze M. 99 ad affusto rigido, con il quale condivideva il munizionamento. Alla prova del fuoco della grande guerra sul fronte alpino, il pezzo si dimostrò preciso ma il suo munizionamento era poco efficace contro i moderni bunker. Il 10 cm Gebirgshaubitze M. 10 era un'evoluzione del precedente, dal quale differiva soltanto per il diverso posizionamento delle manovelle di elevazione e brandeggio. Durante la guerra venne sostituito dal leggero e potente Škoda 10 cm Vz. 1916.

## Tecnica
La canna era in bronzo, con otturatore eccentrico a vite interrotta e rinculava sulle lisce della culla. Gli orecchioni della culla erano incavalcati su due aloni sulla testata d'affusto. L'affusto a ruote, a coda unica, era in ferro, con ruote in legno; esso era munito di scudo; la coda era dotata di seggiolini per i puntatori, vomero e di timone ripiegabile sulla coda stessa. Le munizioni erano a cartoccio-proietto. L'obice poteva essere messo in batteria su una speciale slitta, che ne aumentava l'elevazione dai 43° a 70°. Tale slitta, non in dotazione al M. 10, in configurazione di trasporto venivano montate due ruote in modo da poter seguire il pezzo.